# العقب
قرية العقب هي إحدى القرى التابعة لمركز قوص في محافظة قنا في جمهورية مصر العربية. حسب إحصاءات سنة 2006، بلغ إجمالي السكان في العقب 9175 نسمة، منهم 4394 رجل و4781 امرأة.